# The Bigaku
Singles de Aya Matsuura
Yeah! Meccha Holiday
(2002) Sōgen no Hito
(2002)
The Bigaku (The 美学) est le 7e single de Aya Matsuura, sorti le 19 septembre 2002 au Japon sous le label Zetima, dans le cadre du Hello! Project.

## Présentation
Le single est écrit et produit par Tsunku. Il atteint la 2e place du classement de l'Oricon. Il se vend à 62 560 exemplaires la première semaine, et reste classé pendant 18 semaines, pour un total de 115 480 exemplaires vendus.
La chanson-titre du single figurera sur son deuxième album T.W.O, mais pas sur la compilation Aya Matsuura Best 1 de 2005 qui contiendra cependant la chanson en "face B" : I Know. Cette dernière sera réinterprétée en 2006 par la chanteuse pour figurer dans une nouvelle version sur son album de reprises Naked Songs.

## Liste des titres
Toutes les chansons sont écrites et composées par Tsunku.
| 1. | The Bigaku (The 美学)                               | Hideyuki "Daichi" Suzuki | 4:06 |
| 2. | I know                                              | Shin Kohno               | 4:41 |
| 3. | The Bigaku (Instrumental) (The 美学 (Instrumental)) | Hideyuki "Daichi" Suzuki | 4:05 |